# Ruine Henschenberg
Die Ruine Henschenberg ist die Ruine einer Spornburg auf dem Henschenberg nordwestlich der Stadt Zell im Wiesental im Landkreis Lörrach in Baden-Württemberg.

## Lage
Die Ruine Henschenberg liegt nordwestlich des Wohnplatzes Unterer Henschenberg und südwestlich des Wohnplatzes Oberer Henschenberg zwischen Fischbach und Henschenbach etwa 130 Meter nördlich der Einmündung des Fischbachs in den Henschenbach. Erreichbar ist sie am besten von Zell über den Gresgener Weg.

## Beschreibung
Von der ausgedehnten Burganlage sind heute noch ein Halsgraben sowie Mauer- und Gebäudereste vorhanden. Letztere gehören wahrscheinlich zu einem früheren Wohnturm, einem Bering und einem weiteren, bisher nicht identifizierbaren Gebäude. Darüber hinaus findet sich Oberflächenschutt mit Keramik- und Ziegelresten aus dem 14. und 15. Jahrhundert, der darauf hindeutet, dass die Burg um 1400 noch bewohnt war. Erbaut wurde die Anlage wahrscheinlich im 12. oder 13. Jahrhundert, allerdings wurden bisher keine Grabungen durchgeführt, die genauere Auskunft geben könnten.

## Geschichte
Über die Geschichte der Burg ist wenig bekannt. Während einige Forscher davon ausgehen, dass es sich bei der Ruine auf dem Henschenberg um die Ruine der urkundlich erwähnten Burg Altenstein der Herren von Stein handelt, identifizieren andere den Altenstein mit einer abgegangenen Burg bei dem Weiler Altenstein (siehe Burg Altenstein) und damit auf der Gemarkung von Häg-Ehrsberg.